# Sætre, Buskerud
Sætre este o localitate din comuna Hurum și Røyken, provincia Buskerud, Norvegia, cu o suprafață de 4,46 km² și o populație de 5.248 locuitori (2013).